# Ellmeney
Ellmeney ist ein Wohnplatz in der Gemarkung Hofs, einem Ortsteil der Großen Kreisstadt Leutkirch im Allgäu im Landkreis Ravensburg.

## Geographie
Der Ort liegt circa sechs Kilometer östlich der Stadt Leutkirch.

## Geschichte
Ellmeney wurde erstmals urkundlich im Jahr 1359 erwähnt als der Ort von Truchseß Otto von Waldburg an das Kloster Weingarten verkauft wurde. Im Jahr 1792 fand die Vereinödung Ellmeneys statt.